# New York State Department of Environmental Conservation
Das New York State Department of Environmental Conservation (dt. Umweltschutzministerium des Staates New York; Abk.: NYSDEC, DEC, EnCon, NYSENCON) ist eine Behörde der Regierung des Bundesstaates New York. Das Department leitet und regelt die Erhaltung, den Ausbau und den Schutz der Natürlichen Ressourcen des Staates, verwaltet die Ländereien der Forest Preserves (Schutzgebieten) in den Adirondack und Catskill Parks, sowie den State Forests und den Wildlife Management Areas. Außerdem regelt es Sportfischerei, Jagd und Fallenstellerei (trapping) und ist auch für die Strafverfolgung in Bezug auf die Umweltschutzgesetze verantwortlich. Die spezifischen Gesetze und Vorschriften sind in Title 6 der New York Codes, Rules and Regulations hinterlegt. Das Department wurde 1970 als Nachfolgeorganisation des Conservation Department gegründet.
NYS DEC verfügte 2017 über ein Jahresbudget von ca. $1.430 Millionen und 3.000 Angestellte, verteilt über das ganze Staatsgebiet von New York. Die Behörde verwaltet mehr als 16.000 km² (4 Mio. acre) Land in staatlichen Schutzgebieten und weitere 3700 km² (910.000 acre) Privatland, in denen gewisse hoheitliche Schutzrechte (conservation easements) gelten. Die Aktivitäten der Behörde gehen aber weit über diese Aufgaben hinaus, da das Department ein eigenes Magazin und den Staatlichen Vogelatlas herausgibt und zusätzlich 52 Campgrounds in den Adirondack und Catskill Parks verwaltet.

## Geschichte

### Vorgängerorganisationen

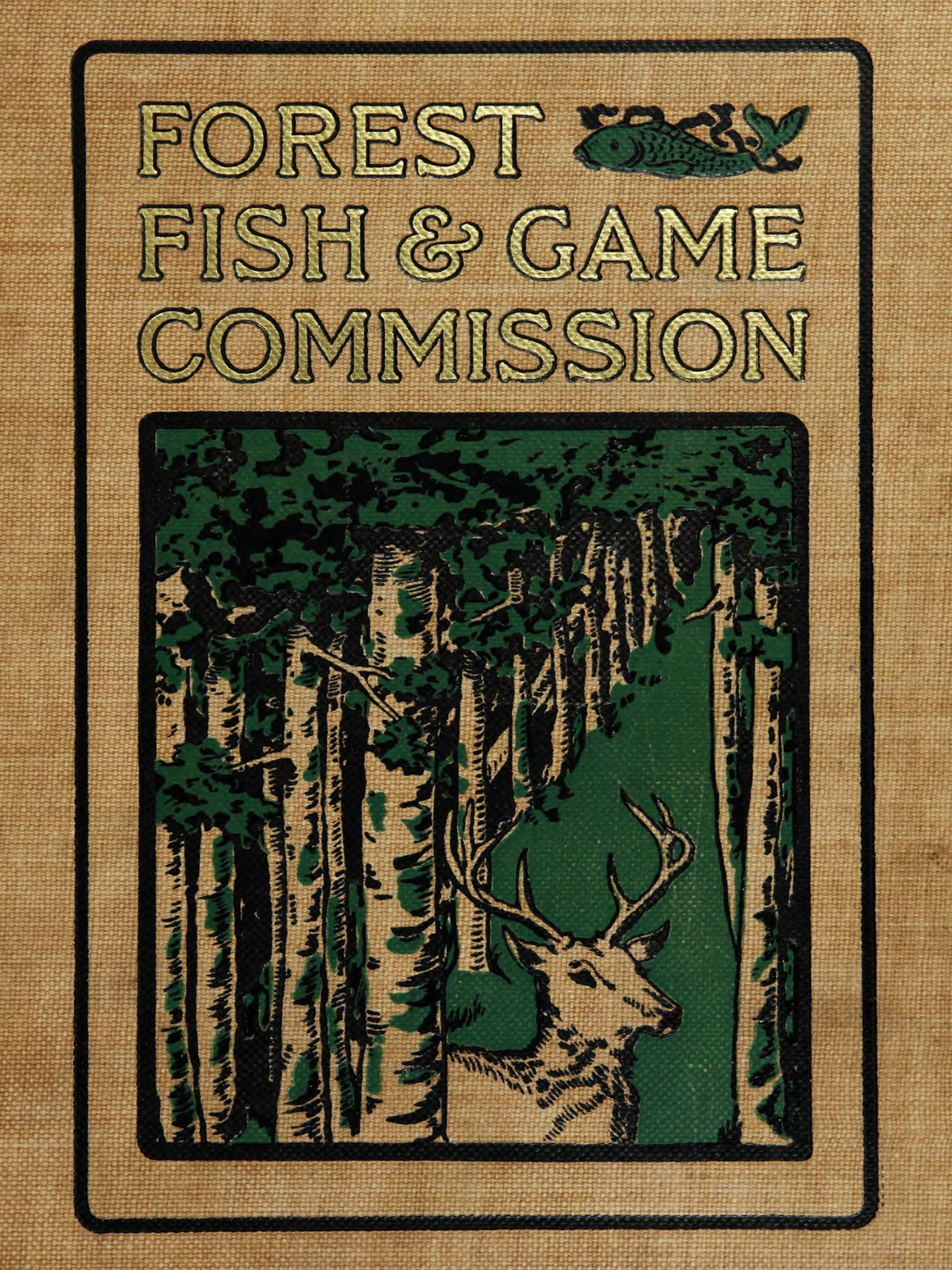
Deckblatt des Sixth Annual Report of the Forest, Fish and Game Commission (1901).

Viele der spezifischen Aufgaben des heutigen DEC entstanden aus Aufgaben, die von einzelnen Commissionen oder Agencies übernommen wurden, die vor der Gründung des DEC als eigenständige Behörden aktiv waren. Diese kleineren Behörden verschmolzen zum heutigen Department, welches offiziell 1970 gegründet wurde.
Die erste staatliche New Yorker Commission, die für natürliche Ressourcen zuständig war, war eine Fisheries Commission, die 1868 gegründet wurde und aus 3 Beamten bestand. Die Forest Commission wurde 1885 gegründet und 1893 umgestaltet. Sie wurde geschaffen um die neu geschaffenen Forest Preserves in den Adirondacks und Catskills zu verwalten, in Verbindung mit dem Management anderer Forests, Aufforstungen und der Waldbrandvorsorge im gesamten Staatsgebiet. Ein Forest Preserve Board wurde 1897 gegründet und damit beauftragt, neue Flächen für Schutzgebiete zu erwerben. Die Fisheries Commission und die Forest Commission wurden zusammengelegt zur Fisheries, Game, and Forest Commission (1895) und 1900 in Forest, Fish, and Game Commission umbenannt.
Seit 1902 gab es Schutzmaßnahmen für New Yorks Wasserressourcen durch die Water Storage Commission (später: Water Supply Commission, 1905). Diese Behörde übernahm auch die Aufgaben der River Improvement Commission (gegr. 1904). Der ursprüngliche Fokus lag dabei auf der Überwachung der Trinkwasserqualität für New Yorks Cities (Städte), Towns und Villages (Dörfer).
1911 wurde aus der Water Supply Commission, dem Forest Preserve Board und der Forest, Fish, and Game Commission die Conservation Commission, die von drei Commissionern geleitet wurde.
Die Conservation Commission wurde im Zuge eine Reorganisation in der Staatsverwaltung 1926 zum Conservation Department und erhielt zusätzlich die Aufgaben der Water Power Commission (gegr. 1921) und der Water Control Commission (gegr. 1922), die zur Überwachung der staatlichen Wasserkraftwerke und der Wasserzuteilungen geschaffen worden waren. In dem neuen Department wurde eine Division of Parks eingerichtet, die Vorläuferin des New York State Council of Parks, welches 1924 gegründet worden war um New Yorks State Parks und Historic Sites außerhalb der Forest Preserves zu verwalten.

### Entwicklung
Das New York State Department of Environmental Conservation wurde letztendlich 1970 gegründet und an dem symbolischen Datum des ersten Earth Day vom damaligen Gouverneur Nelson Rockefeller eröffnet. Das neue Department übernahm die Funktionen des Conservation Department und erhielt noch zusätzlich die Aufgaben mehrerer Programme, die vorher im Department of Health und in anderen Kommissionen angesiedelt waren; zusätzlich wurden mehrere neue Büros geschaffen.
Mit demselben Gesetz wurde das neue Department von den Aufgaben der Division of Parks entlastet; diese bisherige Untereinheit wurde zum New York State Office of Parks, Recreation and Historic Preservation.
Im ersten Jahrzehnt seines Bestehens führte das Department die Umsetzung des neu eingeführten National Environmental Policy Act durch. Die Arbeit der DEC zu Love Canal brachte das Problem von Sondermülldeponien ins öffentliche Bewusstsein. In diese Zeit fiel auch die Beendigung von General Electrics Verklappung von PCBs in den Hudson River, wobei die Folgen bis heute andauern, sowie die Einführung von New Yorks erster staatlichen Liste Bedrohter Arten.
Das DEC erhielt auch die Aufgabe den Reviewprozess für die Declarations des State Environmental Quality Review Act (SEQRA) durchzuführen. 1972 stimmten die Wähler für den Environmental Quality Bond Act, durch welchen bis heute Gelder bereitgestellt werden um Land zu erwerben, Abfälle zu Entsorgen, Abwässer zu klären, Luftverschmutzung zu überwachen und Ressourcen wiederherzustellen. Die erneute Abstimmung 1986 machte die Dekontaminierung einiger Sondermülldeponien möglich.
In den 1980er erhielt das DEC die Kompetenzen Lagerung, Transport, Verarbeitung und Entsorgung von Sondermüll zu regeln. Mit dieser Vollmacht ausgestattet, sorgte es dafür, dass New York die Entsorgung von radioaktivem Müll in West Valley beendete. Außerdem wurde ein Einwegpfand-Gesetz verabschiedet (bottle bill), welches vom DEC umgesetzt wurde. Die Gebäude des Departments in Whiteface und Mt. Van Hoevenberg in der Nähe von Lake Placid waren Veranstaltungsorte für Veranstaltungen der Olympischen Winterspiele 1980.
In diesem Jahrzehnt wurde auch, mit umfangreicher Hilfe von Ehrenamtlichen, New Yorks Atlas of Breeding Birds erstellt, ein Mammutwerk mit hohem Wert für alle Ornithologen und Vogelliebhaber. Die Bemühungen des DEC führten auch zur Wiederansiedlung verschiedener gefährdeter Arten, unter anderem des Weißkopfseeadlers.
Außerdem wurde eingeführt, dass die Steuerzahler ein Geschenk an die Natur (Gift to Wildlife) auf ihren Ertragsteuer-Formularen eintragen können, wodurch das DEC direkt Geld für Schutzprogramme erhält.
In den 1990ern führten gerichtliche Klagen des DEC gegen New York City zu einer gütlichen Einigung, woraufhin die Stadt für die Deponien (landfill) von Fresh Kills ein Regelwerk einführte und die Deponien letztendlich schloss. New York hat seine Deponien seit 1984 um 80 % reduziert. Das Department erreichte auch ein Memorandum of Understanding mit der Stadt, worin striktere Landnutzungs-Vorschriften für die Einzugsgebiete der Reservoirs in upstate eingeführt und Wirtschaftsförderungs-Mittel in den Communities in diesen Gebieten bereitgestellt werden.
Der 90 Meilen lange (140 km) Genesee Valley Greenway wurde in dieser Zeit in einer aufgelassenen Bahntrasse und entlang des Genesee Valley Canals gestaltet. Eine neue Quelle von Mitteln wurde dem DEC eröffnet, als der Staat den Environmental Protection Fund einrichtete.
Im selben Zeitraum wurde auch der staatliche Open Space Plan für zukünftige Landerwerbungen erstellt.

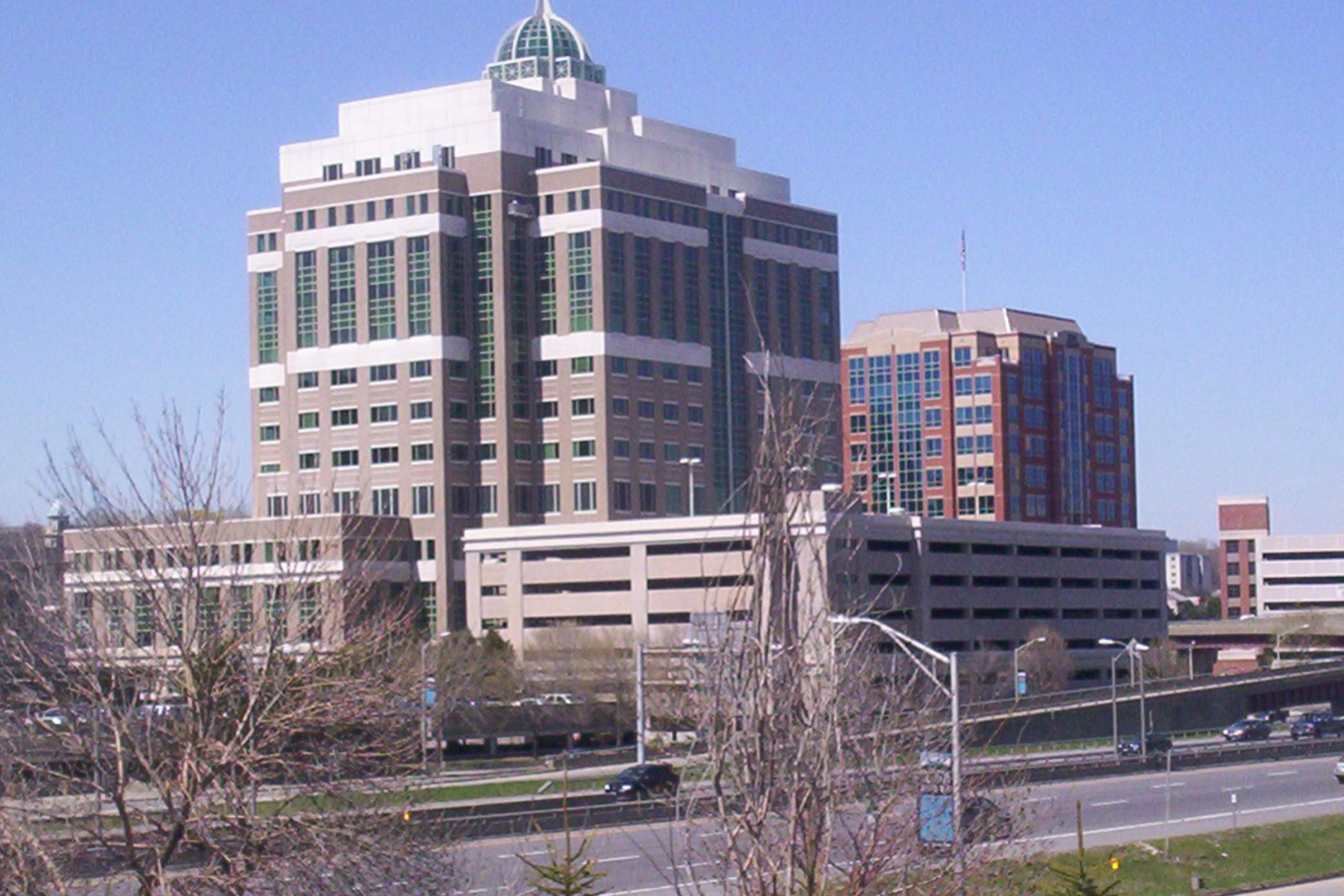
Hauptsitz des DEC in Albany.

Im Sommer 2001 wurde der Hauptsitz des Departments verlegt, nachdem der Gouverneur George Pataki bereits Ende der 1990ern entschieden hatte, dass die Behörde eine neue Adresse mit Blick auf den Hudson River bekommen sollte. Der bisherige Hauptsitz (50 Wolf Road, Colonie, NY) wurde zum Sitz des New York State Department of Transportation.
Der neue Büroturm steht an der Adresse 625 Broadway, downtown Albany. Das Gebäude wurde im April 2001 fertiggestellt und bis August zogen 1.500 Angestellte in das neue Gebäude. Die Mitarbeiter waren auch bei den Aufräumarbeiten nach den Terroranschlägen am 11. September 2001 beteiligt.
2006 unternahm das DEC eine Untersuchung des ehemaligen Truppenübungsplatzes der New York Guard, Camp O’Ryan.

## Organisation
Das Department of Environmental Conservation wird geleitet von einem Commissioner, der vom Gouverneur ernannt wird, und welcher dem Deputy Secretary for the Environment Bericht geben muss. Dem Commissioner und Deputy Commissioner unterstehen die Heads (Leiter) aller Offices (Büros), Divisions (Abteilungen), sowie die Regional Directors.
The Department besteht aus 12 Offices (Büros) mit zahlreichen Abteilungen:

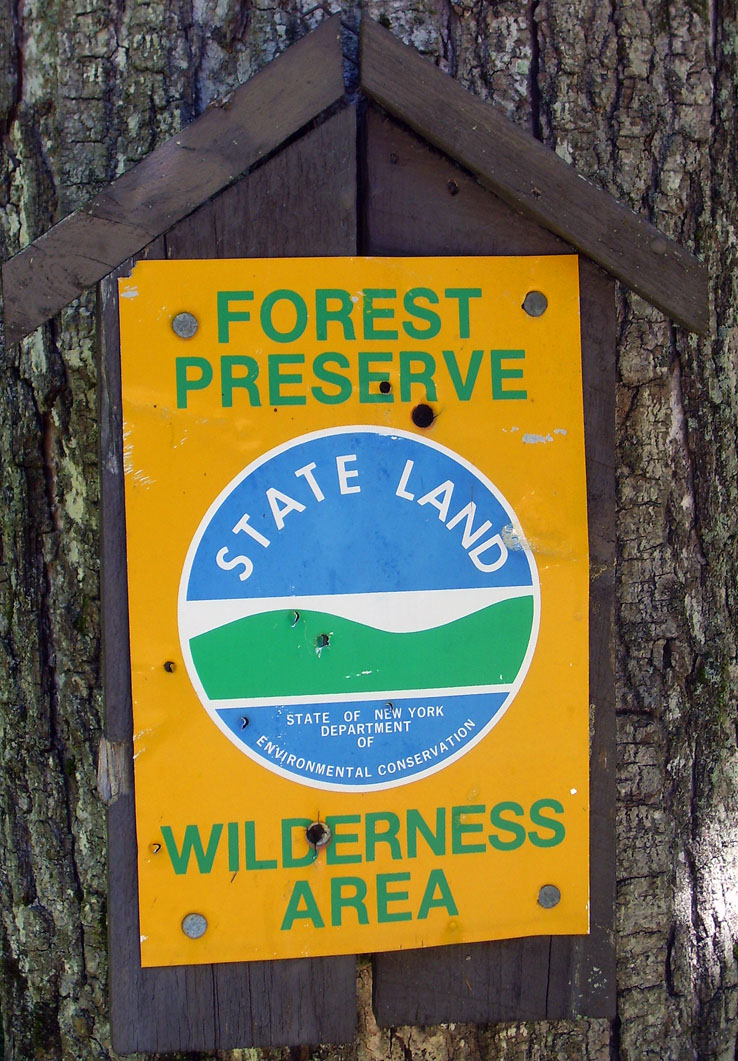
DEC-Symbol als Zeichen für eine Grenze von staatlichem Land.

- Office of Administration (Verwaltungsbüro): Division of Operations, Division of Management and Budget, Office of Employee Relations
- Office of Air Resources, Climate Change & Energy (Büro für Luftressourcen, Klimawandel & Energie): Division of Air Resources, Office of Climate Change
- Office of General Counsel (Büro für Rechtsangelegenheiten): Program and Regional Counsel, Freedom Of Information Law (FOIL)
- Office of Hearings and Mediation Services (Büro für Mediation)
- Office of Internal Audit and Investigation
- Office of Legislative Affairs
- Office of Natural Resources: Division of Fish and Wildlife, Division of Marine Resources, Division of Lands and Forests.
- Office of Public Affairs: Office of Communication Services, unter anderem verantwortlich für das Magazin New York State Conservationist; Press Office; Environmental Justice
- Office of Public Protection: Dem Büro unterstehen unter anderem zwei uniformierte Abteilungen: Division of Forest Protection: New York State Forest Rangers; Division of Law Enforcement: New York State Department of Environmental Conservation Police (ECOs); Emergency Response Coordination Unit
- Office of Regional Affairs and Permitting: Division of Environmental Permits; Regions 1-9 Administration
- Office of Remediation and Materials Management: Division of Environmental Remediation; Division of Mineral Resources (In New York gibt es 12.600 aktive Ölquellen); Division of Materials Management (Abfall- und Sondermüll-Beseitigung).
- Office of Water Resources: Division of Water (Zuständig für 52,337 miles (84.210 km) Flüsse, 7.849 Seen; 2.5 million acres (10.000 km²) Süßwasser-Feuchtgebieten und 25,000 acres (100 km²) Wattgebieten, sowie das Coastal Erosion Hazard Area [CEHA] Program); Hudson River Estuary Program; Great Lakes Program; New York City Watershed

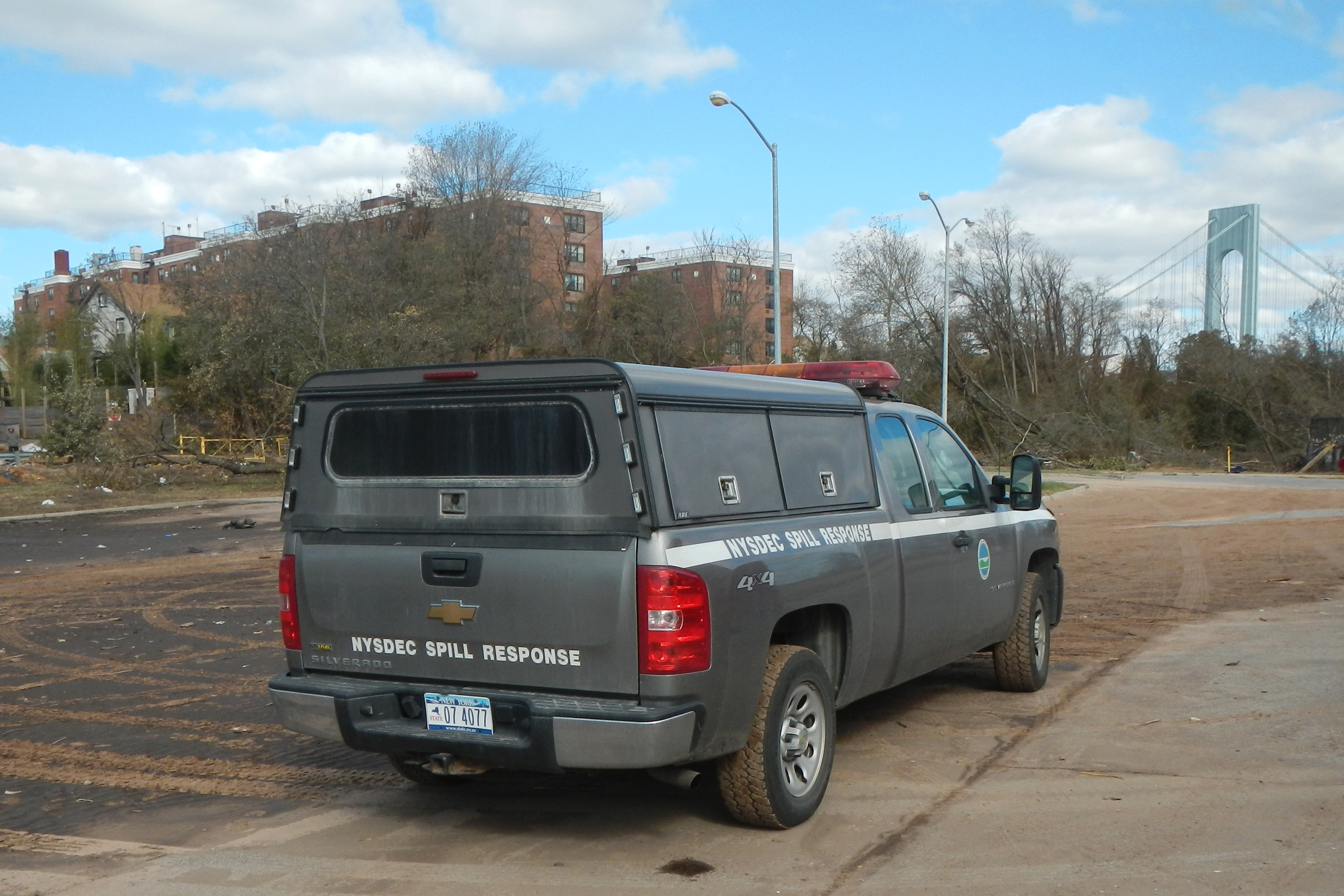
NYS DEC Spill Response-Einheit bei South Beach, Staten Island nach dem Hurrikan Sandy.

## Regionen

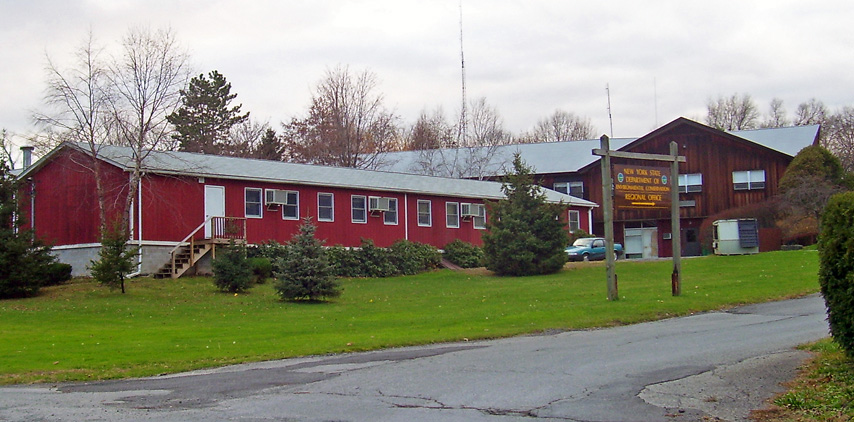
Region 3 office in New Paltz

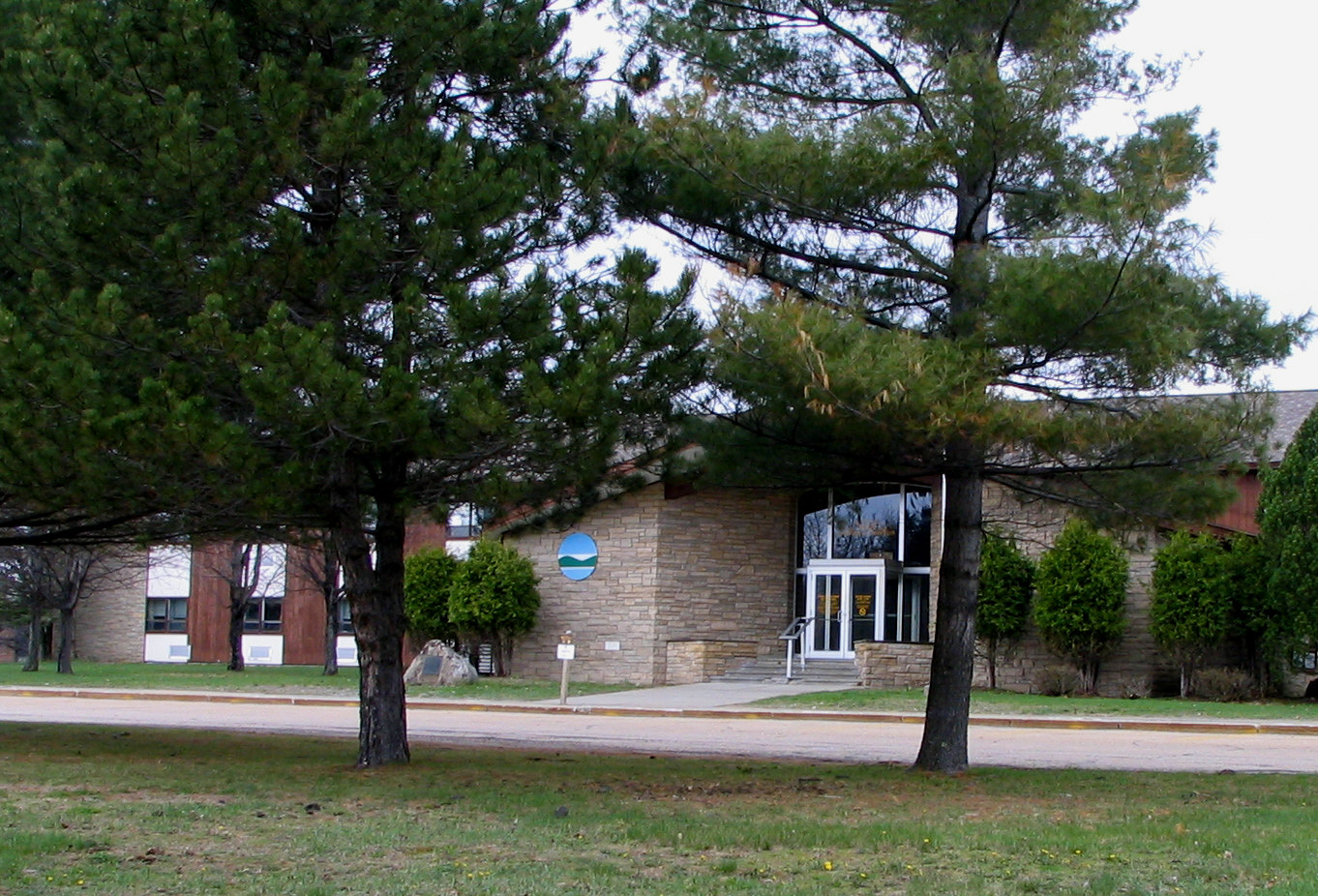
Region 5 office in Ray Brook

Das DEC teilt den Staat in neun Verwaltungsregionen (administrative regions), in denen jeweils mehrere Counties zusammengefasst sind. Alle Kompetenzen des DEC sind in jedem Regional Office vertreten. Einige Regionen unterhalten Sub-Offices.
- Region 1: Long Island (Nassau and Suffolk counties). Regional office is in Stony Brook.
- Region 2: New York City (Bronx County, Kings County (Brooklyn), New York County (Manhattan), Richmond County (Staten Island), Queens County). Das Regional Office befindet sich in Long Island City.
- Region 3: Lower Hudson Valley (Dutchess, Orange, Putnam, Rockland, Sullivan, Ulster and Westchester County). Das Regional Office befindet sich in New Paltz, ein Sub-Office in White Plains.
- Region 4: Capital Region/Northern Catskills (Albany, Columbia, Delaware, Greene, Montgomery, Otsego, Rensselaer, Schenectady und Schoharie County). Das Regional Office befindet sich in Schenectady, ein Sub-Office in Stamford.
- Region 5: Eastern Adirondacks/Lake Champlain (Clinton, Essex, Franklin, Fulton, Hamilton, Saratoga, Warren and Washington County). Das Regional Office befindet sich in Ray Brook, Sub-Offices in Northville und Warrensburg.
- Region 6: Western Adirondacks/Lake Ontario (Herkimer, Jefferson, Lewis, Oneida and St. Lawrence County). Das Regional Office befindet sich in Watertown, Sub-Offices in Cape Vincent, Herkimer, Lowville, Potsdam und Utica.
- Region 7: Central New York (Broome, Cayuga, Chenango, Cortland, Madison, Onondaga, Oswego, Tioga und Tompkins County). Das Regional Office befindet sich in Syracuse, Sub-Offices in Cortland, Kirkwood and Sherburne.
- Region 8: Western Finger Lakes (Chemung, Genesee, Livingston, Monroe, Ontario, Orleans, Schuyler, Seneca, Steuben, Wayne und Yates County). Das Regional Office befindet sich in Avon, Sub-Offices in Bath und Horseheads.
- Region 9: Western New York (Allegany, Cattaraugus, Chautauqua, Erie, Niagara und Wyoming County). Das Regional Office befindet sich in City of Buffalo, Sub-Offices in Allegany, Almond und Dunkirk.

## Finanzierung
Lizenzvergabe und Berechtigungsscheine machen den größten Teil der Einnahmen des DEC aus (58 %). Direkte Mittel aus dem Staatshaushalt betragen 24 % und Zuschüsse der Vereinigten Staaten und Beihilfen ergeben die restlichen 17 % des Haushalts. 2017 umfasste der Haushalt $1.430 Mio.

## Angestellte
Die Angestellten kommen aus den unterschiedlichsten Bereichen und Berufen. Neben den Verwaltungsangestellten reicht das Beschäftigungsspektrum bis hin zu Hilfsarbeiterstellen und von den Büros bis zu Rangerstellen in den Wildnis-Gebieten. Die Arbeit wir als Öffentlicher Dienst (civil service) eingestuft und erfordert, dass Bewerber die dafür nötigen Examen bestehen.
ECOs und Forest Rangers werden nach dem Strafverfolgungsrecht (Criminal Procedure Law) mit Polizisten gleichgestellt. Sie haben das Recht zu jeder Zeit Feuerwaffen zu führen und Straftäter festzunehmen.
Ein Großteil der Mitarbeiter ist gewerkschaftlich organisiert (unionized), wobei die Angestellten gewöhnlich der Public Employees Federation angehören und die Arbeiter der Civil Service Employees Association, sowie die Vollzugsangestellten der unabhängigen New York State Correctional and Police Officers' Benevolent Association.

## Zusammenarbeit
Das DEC arbeitet mit verschiedenen anderen Organisationen eng zusammen: United States Environmental Protection Agency (EPA), New York State Office of Parks, Recreation and Historic Preservation (NYSOPRHP, unter anderem mit dem Genesee Valley Greenway), Palisades Interstate Park Commission, New York City Department of Environmental Protection (DEP) und Adirondack Park Agency.